# 1a Brigada de la Guàrdia "Tigres"
La 1a Brigada de Guàrdia Mecanitzada ( croat: Prva mehanizirana gardijska brigada) anomenada "Tigres" ( croat: Tigrovi) va ser la brigada militar del Exèrcit croat més elit i millor equipada. La seva base militar i el seu quarter general es trobaven a la capital croata de Zagreb, origen de la major part del personal de la brigada. El 2008, com a part d'una reestructuració militar més gran, la unitat de la mida d'una brigada va ser dissolta i reformada com a batalló de la Brigada de Guàrdia Motoritzada.

## Història

### Baptisme de foc (Vukovar)
Quan va començar la guerra d'independència croata, la 1a Brigada va ser desplegada a Eslavònia oriental, una zona de Croàcia que estava sota els atacs més intensos per part de l'Exèrcit de la República Sèrbia de Krajina. La batalla de Vukovar, batalla fonamental de la primera fase de la guerra, va ser on els membres de la brigada van veure per primera vegada el servei de combat.
Com que la ciutat estava sota un fort atac per part d'un gran nombre de tancs i unitats mecanitzades de l'Exèrcit Popular Iugoslau (JNA), aviat va ser envoltada i assetjada. Petits elements de la 1a Brigada de Guàrdia rondaven a l'interior de la ciutat, però la majoria de la brigada es trobava a l'exterior i va continuar mantenint el front contra la força enemiga aclaparadora. La ciutat finalment cauria, però alguns dels soldats croats atrapats van aconseguir una fuga.

### 1992-94
A mitjan 1992, la brigada va ser desplegada per alliberar l'assetjada Dubrovnik, que es va completar amb èxit i la part més meridional de Croàcia va ser completament alliberada a finals d'any.
Parts de la brigada van participar en l'operació Maslenica (o operació Gusar) durant l'any 1993.
Durant el 1994, l'exèrcit croat va estar majoritàriament inactiu i el període es va dedicar a entrenament i equipament.

### Operacions finals
L'estatus i l'equipament de la brigada feia que sempre fos utilitzat en els pitjors combats. Quan l'exèrcit croat va passar d'una estratègia defensiva a una ofensiva durant el 1993, la doctrina militar es basava en una variació de l'estratègia blitzkrieg en què les unitats més febles mantenen el front, i les Brigades de la Guàrdia com els "Tigres" s'utilitzarien per trencar.
A través de les defenses, després aïllar i destruir les formacions de la República Sèrbia de Krajina. Aquesta tàctica es va utilitzar amb gran èxit durant l'any 1995.
El maig de 1995, durant l'operació Flash, la Primera Brigada de la Guàrdia va liderar una de les dues línies ofensives principals que van dividir i destruir les forces sèrbies a Eslavònia occidental.
La brigada va participar en l'operació "estiu '95" a Bòsnia i va ser fonamental per capturar el terreny muntanyós a l'est de la rebel República Sèrbia de Krajina, que serà de vital importància per a la pròxima operació.
Per a l'operació Tempesta, la brigada es va situar al sector occidental (al nord de Gospić) i va ser el principal element de vaga responsable d'arribar a la frontera amb Bòsnia i Hercegovina en aquesta línia. La brigada va alliberar Plitvice (on la primera víctima de la guerra va caure l'any 1991 a la Pasqua sagnant a Plitvice) i va arribar a la frontera, unint forces amb elements de l'Exèrcit de la República de Bòsnia i Hercegovina (ARBiH), un dels objectius de l'operació era els desbloqueigs de la butxaca de Bihać on Peti estava envoltat ARBiH Corps. Després d'arribar a la frontera, la brigada, juntament amb les forces de ARBiH, va continuar avançant cap al nord.